# Anneli Jäätteenmäki
Anneli Tuulikki Jäätteenmäki (Lapua, 11 de fevereiro de 1955) é um política finlandesa, que foi a primeira mulher a se tornar primeira-ministra da Finlândia, entre 17 de abril de 2003 a 24 de junho do mesmo ano. Foi também deputada no Parlamento Europeu.

## Biografia e carreira
Anneli nasceu em uma pequena fazenda na floresta de Ostrobótnia na Finlândia. Seu irmão cresceu para tomar conta da fazenda, enquanto ela e sua irmã foram para a escola. Anneli se tornou membra do Partido do Centro e foi ativa em estudos políticos. Conseguiu mestrado em direito em 1980 e atuou como advogada de 1981 até 1987, quando foi eleita membro do Parlamento da Finlândia (Eduskunta). Jäätteenmäki foi ministra da Justiça nos anos de 1994 e 1995, quando seu partido assumiu o estado de oposição. Tornou-se a líder do Partido do Centro a partir de 18 de junho de 2000 até 5 de outubro de 2003, embora o primeiro ano foi como líder durante a licença de Esko Aho para lecionar na Universidade de Harvard.

## Primeira-ministra
Depois de seis anos na oposição, Anneli levou o Partido do Centro para uma apertada vitória contra o antigo maior partido, o Partido Social Democrata da Finlândia, nas eleições parlamentares de 2003. De acordo com a nova constituição, que tornou-se ativa pela primeira vez após esta eleição, Jäätteenmäki recebeu a primeira oportunidade para formar um novo gabinete. Depois de negociações de coalizão bem sucedidas com os representantes do Partido Social Democrata e o Partido Popular Sueco da Finlândia, ela veio para chefiar um governo de coalizão que continuou principalmente nas linhas de seu antecessor, o segundo gabinete de Paavo Lipponen, mas introduziu novas medidas para estimular a economia, incluindo cortes de impostos. Durante seu breve tempo no cargo, a Finlândia foi o único país do mundo a ter mulheres tanto como primeiro-ministro quanto presidente, uma situação realçada pelo fato de que metade de seu gabinete eram mulheres. A duração do cargo de Anneli Jäätteenmäki como primeira-ministra, embora pouco mais que dois meses, não é o mais curto na história da Finlândia. Juho Heikki Vennola liderou um Conselho de Ministros que durou pouco mais que um mês, de fevereiro a março de 1931.

## Renúncia
Anneli Jäätteenmäki renunciou em 18 de junho de 2003, sob a pressão resultante da acusação de que ela tinha mentido ao Parlamento e ao público sobre como ela havia adquirido documentos confidenciais do Ministério do Exterior, que ela utilizou para fins políticos de sua campanha eleitoral. Os documentos continham informações diplomáticas de uma reunião entre o presidente dos Estados Unidos George W. Bush e Paavo Lipponen a respeito da posição da Finlândia sobre a Guerra no Iraque. Jäätteenmäki usou a informação que sugira que seu rival, Lipponen, tinha oferecido apoio finlandês para a coalizão liderada pelos Estados Unidos, uma violação substancial da política oficial de relações externas da Finlândia. Depois que os documentos vazados foram publicados em vários jornais em março, a polícia finlandesa iniciou uma investigação criminal com base na Lei de Segredos Oficiais. Em 11 de junho Anneli foi ouvida pela polícia como testemunha, o que levou ao aumento da pressão sobre ela para vir à tona seu papel no vazamento. Na mesma semana, os minutos incriminantes de uma reunião entre os líderes de seu partido, incluindo a própria Jäätteenmäki, foi divulgada à imprensa. O vice-presidente do Partido do Centro, Hannu Takkula, veio publicamente para afirmar o acontecimento. Em 16 de Junho, veio à tona que um assessor presidencial, Martti Manninen, filiado ao Partido do Centro, vazou os documentos do Ministério das Relações Exteriores. Em 18 de junho Jäätteenmäki deu sua "explicação completa" ao Parlamento Europeu e pediu desculpas ao Presidente, alegando que ela tinha recebido por fax os documentos sem pedir pelos mesmos, e que ela não sabia de seu sigilo. O Parlamento não estava satisfeito com a sua declaração, e mais uma vez Manninen pronunciou-se contra Anneli, dizendo que a mesma pediu e especificou a informação que queria, e que ele seria capaz de provar isso. Os parceiros de coalizão de Manninen deixaram claro que não tinham confiança no governo de Anneli. Ela se demitiu na mesma noite, citando a falta de confiança política, mas sem admitir qualquer irregularidade cometida por ela. Consequentemente, ela anunciou em 24 de junho que iria renunciar como líder do Partido do Centro. Matti Vanhanen foi eleito como o novo líder do partido em 5 de outubro, e ele substituiu-a como primeiro-ministro. A investigação policial sobre o vazamento concluiu, em 19 de Dezembro de 2003, que Jäätteenmäki deveria ser processada por cumplicidade em relação a Manninen por revelação de segredos do Estado em violação a lei. No entanto, em 19 de Março de 2004, o Tribunal Distrital de Helsínquia absolveu-a de todas as acusações.

## Atualmente
Jäätteenmäki atualmente serve como um membro do Parlamento Europeu para o Partido do Centro. Nas eleições para o Parlamento em 2004,  ela recebeu mais de 140.000 votos, o maior registro individual e cerca de 8% de todos os votos. Em abril de 2006, Anneli Jäätteenmäki anunciou à imprensa finlandesa que ela ficaria fora de seu trabalho parlamentar por um tempo devido ao câncer de mama, mas ela retornou à política após sua recuperação bem sucedida.